# Тысячелистник войлочный
Тысячелистник войлочный (лат. Achillea tomentosa) — вид многолетних травянистых растений рода Тысячелистник (Achillea) семейства Астровые, или Сложноцветные (Asteraceae).
Растение получило премию Award of Garden Merit английского Королевского садоводческого общества.

## Ботаническое описание
Диплоидное растение высотой до 15 см с тонким, ползучим разветвлённым корневищем. Листья пушенные, перисто-рассечённые, сероватые, не опадающию на зиму. Плотно прижимаясь к земле, листья формируют плотный ковер. Корзинки ярко-жёлтого цвета собраны в щитки диаметром до 7 см. Цветёт с июля по сентябрь.

## Экология
Произрастает на сухих лугах и альпийских долинах.

## Кариотип
В диплоидном наборе 9 пар хромосом, семь из них метацентрические и две от субметацентрические или субтелоцентрические.

## Распространение
Встречается в Испании, Франции, Швейцарии и Италии.